# Steve Stoll
Steve Stoll (* 1967 in Staten Island) ist der Künstlername des US-amerikanischen Techno-Musikproduzenten und Plattenlabelinhabers Stephen Thomas Stollmayer.
Stoll produziert ebenfalls unter den Pseudonymen Acid Farm, Ausgang, The Blunted Boy Wonder, Cobalt, Critical Mass, Dark Man, Datacloud, Floating Point, Mr. Proper, The Operator, Storm, Systematic, Test Tones und Time Attack.

## Lebenslauf
Der in Brooklyn aufgewachsene Stoll beschäftigte sich bereits im Alter von 10 Jahren mit Musik und erlernte zunächst das Schlagzeugspielen. Nach der Highschool trat er der US Army bei und diente unter anderem im Golfkrieg. Nach seinem Dienst spielte er unter anderem Schlagzeug für die Band Sister Machine Gun, bevor er sich der Techno-Musik zuwandte.
Seite erste Soloplatte Datacloud erschien 1993 auf Richie Hawtins Label Probe. Seit Mitte der 1990er Jahre folgten eine Vielzahl weiterer Veröffentlichungen aus den Bereichen Minimal Techno und Acid Techno und Kollaborationen, z. B. mit dem Ambient-Musiker Pete Namlook. Neben Arbeiten für Nova Mute und Djax-Up-Beats veröffentlichte er überwiegend auf seinem eigenen Label Proper NYC.

## Diskographie (Auswahl)
- 1994: Storm – The Art Of Sync (Djax-Up-Beats)
- 1995: Storm – Levy-9 (Djax-Up-Beats)
- 1995: Acid Farm – The Silver Spiral (Proper N.Y.C.)
- 1996: The Operator – Zero Divide (Play It Again Sam)
- 1997: Steve Stoll – Damn Analog Technology (Sm:)e Communications)
- 1998: Steve Stoll – The Big Apple Bites Back (Mirakkle Records)
- 1998: Steve Stoll – The Blunted Boy Wonder (Novamute)
- 1999: Steve Stoll – Supernatural (Proper N.Y.C.)
- 2000: Steve Stoll presents The Blunted Boy Wonder – Innuendo (Music Man Records)
- 2002: Steve Stoll – Public Address Live (Proper N.Y.C.)
- 2003: Steve Stoll – Was Here (FAX +49-69/450464)
- 2005: Steve Stoll – Exiled (FAX +49-69/450464)
- 2008: Steve Stoll – Locate (Locate)
- 2008: Steve Stoll – Zero Point Crossings (FAX +49-69/450464)
- 2009: Jeff Green & Steve Stoll – Tangled (Databloem)
- 2014: Steve Stoll – Praxis (Psychonavigation Records)
- 2015: Steve Stoll – Solo in Place (Psychonavigation Records)